# Circaea skvortsovii
Circaea skvortsovii là một loài thực vật có hoa trong họ Anh thảo chiều. Loài này được Boufford mô tả khoa học đầu tiên năm 1982 publ. 1983.